# گوستاو یانی
گوستاو یانی (مجاری: Gusztáv Jány; ۲۱ اکتبر ۱۸۸۳ – ۲۶ نوامبر ۱۹۴۷) سرهنگ ژنرال در پادشاهی مجارستان بود.
وی همچنین برندهٔ جوایزی همچون صلیب شوالیه صلیب آهنین شده‌است.